# Zehn Tage, die die Welt erschütterten

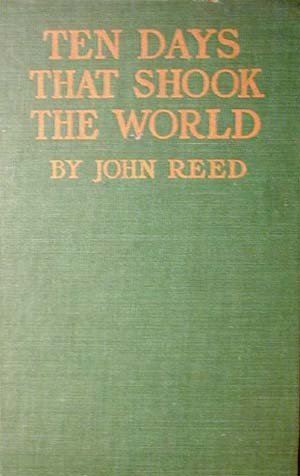
Cover der Erstausgabe

Zehn Tage, die die Welt erschütterten, im englischen Original Ten Days that Shook the World, ist ein Roman des US-amerikanischen Journalisten und überzeugten Sozialisten John Reed (1887–1920) über die Oktoberrevolution von 1917. Reed beschreibt die Schicksale vieler Revolutionäre wie Grigori Sinowjew und Karl Radek, die er persönlich kannte und damals begleitete.
Reed betont in seinem Vorwort (Januar 1919), dass er es den Lesern durch gewissenhafte journalistische Arbeit ermöglichen will, den Einzelheiten nachzuspüren, „was sich im November 1917 in Petrograd zutrug, welcher Geist die Menschen beseelte, wie ihre Führer aussahen, wie sie sprachen und wie sie handelten.“ Reeds Vorwort bietet eine kurze Einführung zur russischen Revolution in ihrem weltgeschichtlichen Zusammenhang.
Das Buch, zu dem Lenin ein positives knappes Vorwort schrieb, erschien 1919 und wurde in der russischen Ausgabe von Stalin später wegen der angeblichen Sympathien für Leo Trotzki zensiert. Mit dem Buch wurde Reed weltbekannt.

## Internationale Rezeption
Eine deutsche Übersetzung des Buchs erschien 1922 im Verlag der Kommunistischen Internationale, Hamburg, und erweitert 1927 im „Verlag für Literatur und Politik“, Wien und Berlin, mit einem Vorwort von dem bekannten Journalisten Egon Erwin Kisch. Das Buch gehörte zu den Werken, die im Rahmen der NS-Bücherverbrennungen Aktion wider den undeutschen Geist 1933 ebenfalls verbrannt wurden. In der DDR erschien eine erste Auflage im Dietz Verlag, Berlin, 1957 vier Jahre nach Stalins Tod.
George Orwell schreibt im vorgesehenen Vorwort "The Freedom of the Press" zur englischen Ausgabe von Animal Farm (Farm der Tiere) von 1945, dass Reed der Communist Party of Great Britain seine Rechte an dem Buch vermachte. Die Partei vernichtete die Reed-Ausgabe des Buches gründlich ("as completely as they could") und brachte eine Ausgabe des Buches heraus, wo Reeds Erwähnungen von Trotzki wie auch Lenins Vorwort völlig zensiert wurden.
Die New York Times wählte das Buch 1999 auf Platz 7 der hundert bedeutendsten journalistischen Werke.

## Filmvorlage
Grigori Alexandrow und Sergei Eisenstein erstellten nach der Buchvorlage das Drehbuch zum 1928 erschienenen, schwarzweißen Stummfilm Oktober. Zehn Tage, die die Welt erschütterten (russisch: Октябрь / Десять дней, которые потрясли мир). Der Film verschwand wegen der Erwähnungen von Trotzki und anderen dann als Unperson betrachteten Revolutionären in der jungen Sowjetunion in der Versenkung. Dem Drehbuch ist mit seiner suggestiven Wirkung seiner Bilder eine durchaus eigenständige Wiedergabe des Buchs gelungen.
Warren Beatty u. a. verwendeten ihrerseits Alexandrows und Eisensteins Film für ihre 1981 zunächst in den USA erschienene Produktion Reds – Ein Mann kämpft für Gerechtigkeit. als streckenweise Vorlage.
Sergei Bondartschuk führte Regie in einem zweiteiligen Werk Rote Glocken (1981–1983) über Revolutionen in Mexiko und Russland. Der erste Teil heißt Mexiko in Flammen und der zweite Teil Ich sah die Geburt einer neuen Welt. Letzterer ist nach dem Buch Reeds gestaltet. Beide sind von Massenszenen geprägt.

## Ausgaben
- Ten Days that Shook the World. Publisher: CreateSpace Independent Publishing Platform, 2011. 238 Seiten. Englisch. ISBN 1463683979
- Zehn Tage, die die Welt erschütterten. Übersetzer Willi Schulz. Mehring, Essen, 2011. 273 Seiten. ISBN 3886340929